# Hemilophus unicolor
Hemilophus unicolor är en skalbaggsart som beskrevs av Bates 1881. Hemilophus unicolor ingår i släktet Hemilophus och familjen långhorningar.
Artens utbredningsområde är Paraguay. Inga underarter finns listade i Catalogue of Life.